# کاتونینو
کاتونینو (به لاتین: Katunino) یک منطقهٔ مسکونی در روسیه است که در استان آرخانگلسک واقع شده‌است.